# Herbert Hamilton
Gustaf Herbert Hamilton, född 16 mars 1914 i Djursholm, Danderyds kommun, död 30 januari 1986 i Kungsholms församling i Stockholm, var en svensk greve och målare.
Han var son till generaldirektören Henning Adolf Hamilton och friherrinnan Kerstin Carlsdotter Sparre och från 1939 gift med Blenda Sofia Ekman. Hamilton studerade vid Otte Skölds målarskola i Stockholm 1932–1934 och vid Konsthögskolan 1940–1946 samt under studieresor till Indien, där han studerade vid Rabindranath Tagores skola  Shantiniketan 1935–1936, och Frankrike 1946–1947. Separat ställde han ut på bland annat Färg och Form 1951 och han medverkade i utställningar med konstnärsgruppen 7 unga i Stockholm, Karlstad och Köpenhamn och i utställningar anordnade av Sveriges allmänna konstförening. Hans konst består av stilleben, interiörer, utsikter, vårmotiv, porträtt och landskap. Hamilton är representerad vid Moderna museet i Stockholm och vid Linköpings museum.